# Varshini Prakash
Pour les articles homonymes, voir Prakash (homonymie).
Varshini Prakash est une militante pour le climat (en) et directrice exécutive du mouvement Sunrise, une organisation 501c qu'elle a cofondée en 2017. Elle a été nommée sur la liste 2019 Time 100 Next, et était un co-lauréate du Sierra Club John Muir Award (en) en 2019.

## Enfance et éducation
Prakash a pris conscience du changement climatique pour la première fois à l'âge de 11 ans en regardant les reportages sur le tsunami de 2004 dans l'océan Indien,. En grandissant, elle voulait devenir médecin.
Prakash est allée à l'université du Massachusetts à Amherst où elle a commencé à organiser autour des questions climatiques,. Là-bas, elle est devenue une dirigeante de la campagne de désinvestissement des combustibles fossiles de l'école. Prakash a également travaillé avec une organisation nationale, Fossil Fuel Disestment Student Network. En 2017, un an après avoir obtenu son diplôme, UMass Amherst est devenue la première grande université publique à se désengager.

## Carrière
En 2017, Prakash a lancé le mouvement Sunrise, un mouvement politique américain dirigé par des jeunes et 501c qui prône une action politique sur le changement climatique, avec sept autres cofondateurs,.
En 2018, elle est devenue la directrice exécutive du mouvement Sunrise après que le groupe ait organisé une manifestation occupant le bureau de la présidente de la Chambre des représentants des États-Unis, Nancy Pelosi, demandant la création d'un groupe de travail du Congrès pour lutter contre le changement climatique.
Elle a été nommée sur la liste 2019 Time 100 Next.
Dans le cadre de son travail avec le mouvement Sunrise, Prakash plaide pour des propositions comme le Green New Deal. En 2020, l'organisation a approuvé le sénateur américain Bernie Sanders à la Primaire démocrate pour la présidence. Prakash a été nommé conseillère du groupe de travail sur le climat de Joe Biden en 2020,,,. Elle est également membre du conseil consultatif de Climate Power 2020, un groupe qui comprend des démocrates et des militants plaidant pour accroître l'intérêt des électeurs américains pour l'action climatique.
Prakash est co-éditrice du livre Winning the Green New Deal: Why We Must, How We Can, publié en août 2020,,. Elle contribue également à The New Possible: Visions of Our World Beyond Crisis,.